# Аджамов, Владимир Касумович
Влади́мир Касу́мович Аджа́мов (р. 24 апреля 1955, Тбилиси, ГССР) — российский артист балета, режиссёр. Заслуженный артист России (1995). Классический танцовщик лирико-героического плана, достигший не превзойденного никем из петербургских артистов уровня исполнения современной хореографии.

## Биография
Родился 24 апреля 1955 г. в семье езидов, в г. Тбилиси, где и начал своё обучение балетному искусству у педагогов Д. Метревели и С. Векуа. Затем он продолжил своё обучение в Ленинградском хореографическом училище им. А. Я. Вагановой у выдающихся педагогов: Ю. Литвиненко, Б. Шаврова, В. Шатилова.
По окончании училища Аджамов выбрал именно Малый театр, куда он был приглашен Олегом Виноградовым.
В 19 лет Аджамов получил признание на мировом уровне.
В. Аджамов был ведущим танцовщиком на протяжении 30 лет. В его репертуаре — более 40 ведущих партий, как в классических, так и в современных спектаклях. Первый исполнитель партий: Ромео; Принц («Золушка»), Флориндо («Слуга двух господ»), Орфей («Орфей и Эвридика», Карл («Разбойники»), Манкурт («Легенда о птице Доненбай»), Лебедь («Гадкий Утенок»), Макбет («Макбет»); прочие партии: Зигфрид, Альберт, Джеймс и др. Перечисление всех, равно как и всевозможных конкурсов, лауреатом которых не раз становился В. Аджамов, заняло бы добрую страницу.
С 1974 г. регулярно гастролировал по миру, участвовал в различных фестивалях в качестве и исполнителя, и члена жюри.
За свою творческую жизнь Владимир Аджамов работал с такими хореографами, как О. Виноградов, Н. Боярчиков, Н. Долгушин, Б. Эйфман, Г. Алексидзе, Л. Лебедев, В. Карелин, Г. Ковтун, Э. Смирнов и многих других. Почти каждая его работа вызывала как зрительский интерес, так и интерес балетной критики. Многие спектакли с его участием назывались лучшими работами года: «Манкурт», «Разбойники», «Макбет», «Мастер и Маргарита», «Гадкий утенок», «Странник», «Тихий Дон», «Трагедия русского фавна». В 1993—1994 гг. В. Аджамов был признан лучшим танцовщиком года. 1996 — лауреат премии «Золотой софит» за лучшую мужскую балетную партию.
2001 г. — президент Ассоциации Современной Хореографии.
С 2000 года В. Аджамов — президент и художественный руководитель творческого объединения «Летящий во времени».

## Фильмография
- 2004 — «Демон» (реж. И.Евтеева) — Демон
- 2005 — «Мастер и Маргарита» (реж. В.Бортко) — мисье Жак', гость на балу
- 2009 — «Маленькие трагедии» (реж. И.Евтеева) — дон Гуан

## Режиссура спектаклей
- 2009 — «Дорога к себе», хореография Л. Лебедева
- 2011 — «Скиталец», на основе хореографии Л. Лебедева в спектакле «Странник»